# Larus glaucoides
Il gabbiano d'Islanda (Larus glaucoides, Meyer 1822) è un uccello della famiglia dei Laridi.

## Sistematica
Larus glaucoides ha due sottospecie:
- L. glaucoides glaucoides
- L. glaucoides kumlieni

## Distribuzione e habitat
Questo gabbiano vive a nord del Tropico del Cancro, dall'Alaska alla Russia orientale. È più raro nel Mar Mediterraneo, negli Stati Uniti centro-occidentali, in Giappone e su alcune isole dei Caraibi e dell'Atlantico

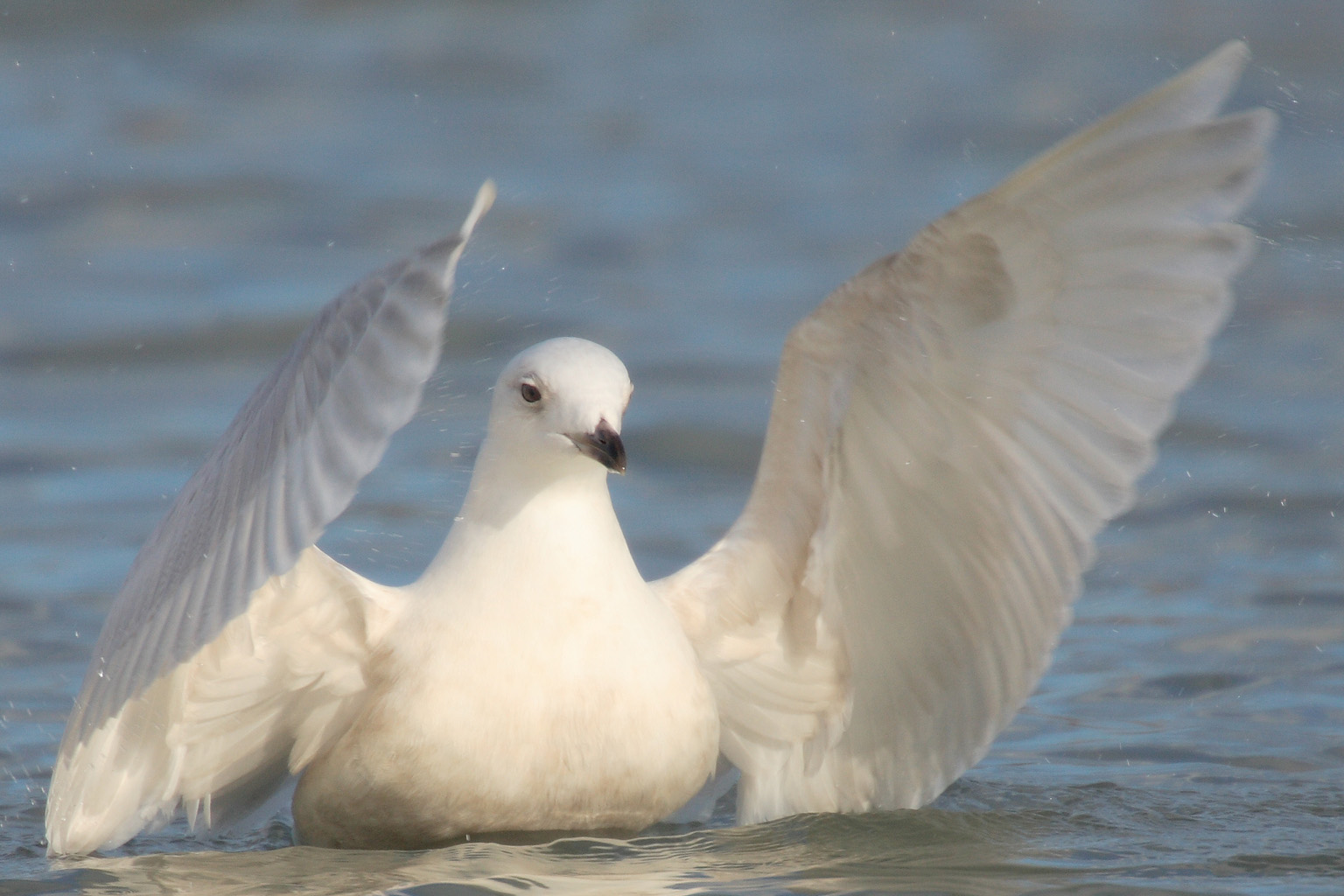
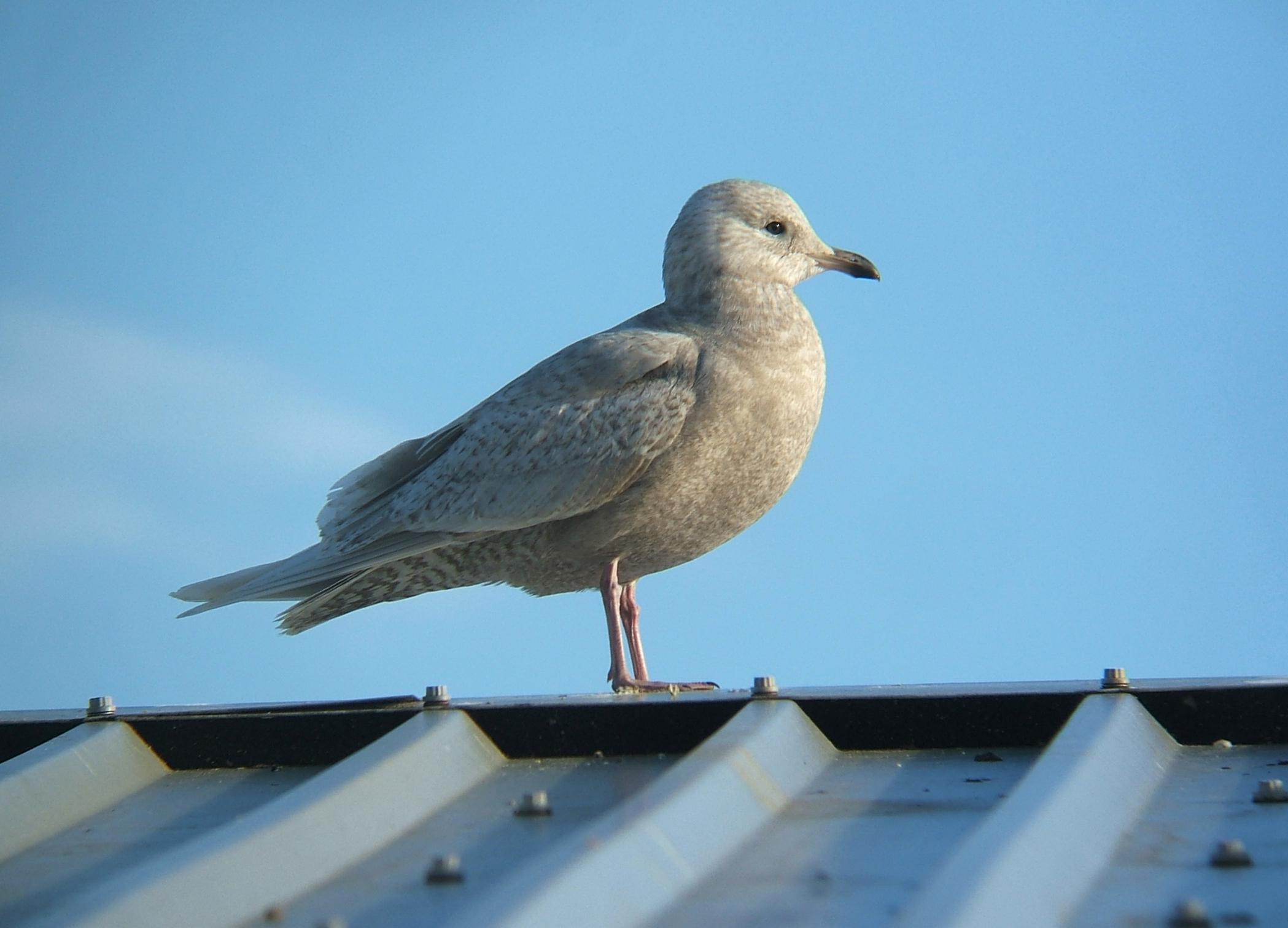
Larus glaucoides in inverno
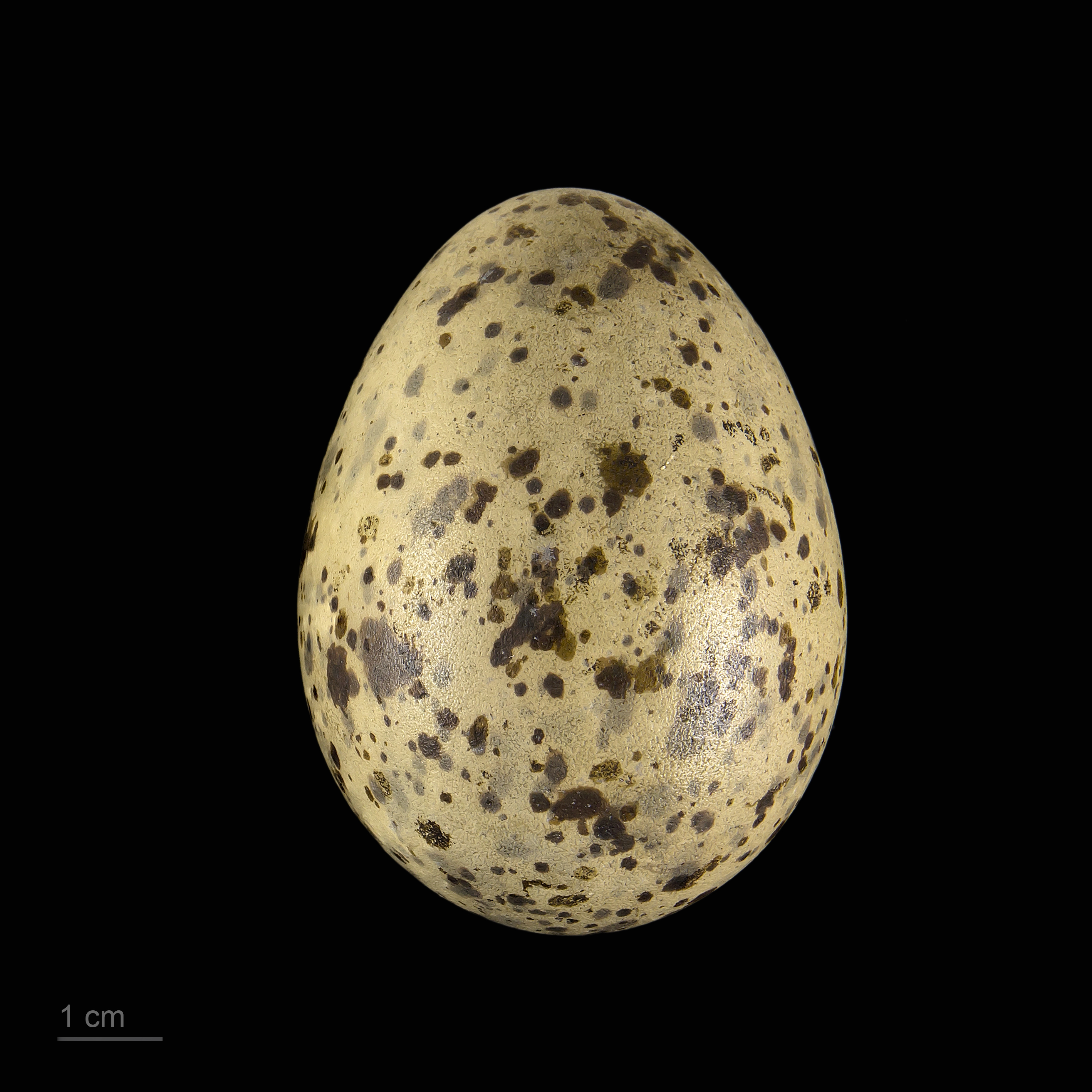
Museum specimen